# Automovilismo histórico

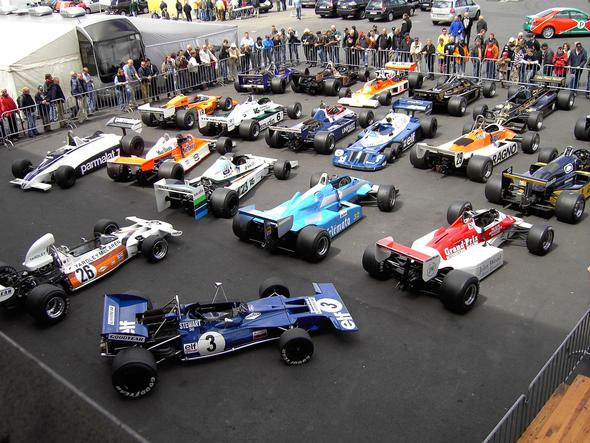
Varios monoplazas de Fórmula 1 en una competencia de históricos.

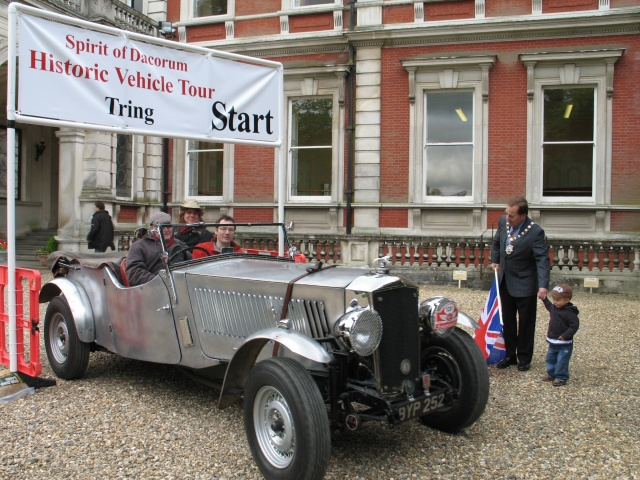
Un vehículo histórico tomando la salida en un rally de históricos.

El automovilismo histórico es una vertiente del automovilismo que se refiere a todas las competiciones donde solo compiten vehículos históricos, tanto si se refiere a turismos como a monoplazas.

## Competiciones
Dentro del automovilismo histórico existen varios campeonatos internacionales regulados por la FIA. Además existen eventos organizados independientemente.

### Rally y montaña
Europa
- Rally de Montecarlo Histórico
- Tour de France Automobile
- FIA European Historic Rally Championship (Campeonato de Europa de Rally Históricos).
- FIA Trophy for historic regularity rallies (Copa FIA de rally de históricos de regularidad).
- FIA Historic Hill Climb Championship (Campeonato de montaña de históricos)

África
- Rally Safari Histórico

América
- Gran Premio Argentino Histórico
- Gran Premio de la Montaña Histórico (Córdoba, Argentina)
- Gran Premio 19 Capitales Histórico (Uruguay)
- 1000 Millas Sport (Río Negro y Neuquén)
- 1000 Millas Sport e Históricos (Uruguay)
- Rally de las Bodegas (Mendoza, Argentina)
- Rally de la Montaña (Córdoba, Argentina)

### Circuitos
Campeonatos
- Historic Formula One Championship (Campeonato Histórico de Fórmula 1)
- Classic Endurance Racing
- Masters Historic Racing
- Motor Racing Legends
- Historic Grand Prix Cars Association
- Group C Racing Series
- Historic Sportscar Racing
- Sportscar Vintage Racing Association

Francia
- Le Mans Classic
- Grand Prix de l'Âge d'Or
- Dix Mille Tours du Castellet
- Grand Prix Historique du Pau

Reino Unido
- Silverstone Classic
- Brands Hatch Masters Historic Festival
- Donington Historic Festival
- Donington Masters Festival
- Goodwood Revival
- HSCC Super Touring Car Championship
- HSCC Historic Touring Car Championship

Otros países de Europa
- Gran Premio Histórico de Mónaco
- Spa Classic
- Spa Six Heures
- Historic Grand Prix Zandvoort
- Coppa Intereuropa
- Monza Historic
- Vallelunga Classic
- Espíritu de Montjuic
- Nürburgring Oldtimer Grand Prix

Estados Unidos
- Brickyard Vintage Racing Invitational
- Spring Vintage Classic at Sebring
- Spring Vintage Festival at Road America
- U.S. Vintage Grand Prix
- U.S. Vintage National Championship
- Monterey Motorsports Reunion
- The Mitty
- Daytona Historics
- Sebring Historics

Australia
- Touring Car Masters